# Distretto di New Plymouth
Il distretto di New Plymouth è un'autorità territoriale della Nuova Zelanda che si trova entro i confini della regione di Taranaki, nell'Isola del Nord. La sede del Consiglio distrettuale si trova nella città di New Plymouth.

## Storia
L'area in cui sorge la città di New Plymouth, sulla costa occidentale dell'Isola del Nord, è stata abitata per secoli da tribù Maori prima che, tra il XVIII e il XIX secolo, cominciassero ad operare in quell'area alcuni cacciatori di balene di origine europea. Nel 1840 giunse la nave William Bryant e nel 1841 venne fondata la città.
I primi coloni non erano esclusivamente di origine britannica (come per la maggior parte della Nuova Zelanda), ma vi erano persone provenienti da Polonia, Svizzera, Paesi Bassi, Cina e India. Questi nuovi arrivati trovarono molto facile l'acquisto di terre dalle popolazioni maori, ma col passare degli anni questa operazione diventava sempre più difficoltosa, sia perché i terreni più fertili erano molto contesi, sia perché molti Maori non erano affatto interessati a vendere le proprie terre. Questo portò all'insorgere di conflitti che sfociarono in 10 anni di vera e propria guerra.

## Storia moderna
Oggi la città ha una popolazione di quasi 50 000 abitanti. La sua economia si basa ancora sull'agricoltura e sulla produzione e lavorazione di latte e lana, ma vi sono anche industrie legate al petrolio, al gas naturale e al petrolchimico. A New Plymouth ha anche sede la TSB, l'unica banca neozelandese in mani private.
Il Distretto di New Plymouth venne creato nel 1989 in seguito alla riorganizzazione dell'assetto di tutte le autorità locali neozelandesi, unendo in un unico distretto quelli di New Plymouth, North Taranaki, Ingelwood e Clifton.

## Amministrazione

### Gemellaggi
- Kunming, Cina
- Mishima, Giappone